# NBA Live 08
NBA Live 08 је наставак НБА лајв серије из 2007 од стране ЕА Спортса (енгл. EA Sports). Објављен је за ПлејСтејшн 2, Иксбокс 360, ПлејСтејшн 3, Нинтендо Ви, Мајкрософт Виндовс и ПлејСтејшн Портабл. Ово је прва НБА видео игра која укључује све три конзоле следеће генерације, прва игра која је овјављена за ПлејСтејшн 3, и последња НБА лајв игра за Виндовс платформу.

## Насловна страна
У већини верзија се на омоту игре налази Гилберт Аренас из Вашингтон Визардса, али неке међународне верзије имају играче из следећих области:
- Шпанија: Пау Гасол
- Немачка: Дирк Новицки
- Италија: Андреа Барњани
- Француска: Тони Паркер & Борис Дијао

## Национални тимови
Осам репрезентација које су представљене у игри су Аргентина, Кина, Француска, Немачка, Грчка, Италија, Шпанија и Сједињене Америчке Државе, укључујући и два америчка Дрим Тима.

## Личности у игри
- Марв Алберт: коментатор
- Стив Кер: боја

## Одзив
Према Метакритику, игрица је примила „помешане или просечне резултате“ на свим платформама. У Јапану је Фамицу(енгл. Famitsu) игрици за ПлејСтејшн 3 и Иксбокс 360 дао све четири осмице; једну седмицу, две осмице и једну седмицу за ПлејСтејшн Портабл верзију; и све четири седмице за ПлејСтејшн 2 верзију.
| Оцене              | Оцене   | Оцене        | Оцене        | Оцене              | Оцене       | Оцене       |
| ------------------ | ------- | ------------ | ------------ | ------------------ | ----------- | ----------- |
|                    | Рачунар | ПлејСтејшн 2 | ПлејСтејшн 3 | ПлејСтејшн Портабл | Нинтендо Ви | Иксбокс 360 |
| Метакритик         | 67/100  | 68/100       | 73/100       | 73/100             | 52/100      | 73/100      |
| Објављени резултат | /       | /            | /            | /                  | /           | /           |
| Објављени резултат | Рачунар | ПлејСтејшн 2 | ПлејСтејшн 3 | ПлејСтејшн Портабл | Нинтендо Ви | Иксбокс 360 |
| 1Up.com            | /       | /            | Ц+           | Б                  | /           | Ц+          |
| EGM                | /       | /            | 6.83/10      | /                  | /           | 6.83/10     |
| Famitsu            | /       | 28/40        | 32/40        | 30/40              | /           | 32/40       |
| Game Informer      | /       | /            | 7.5/10       | /                  | /           | 7.5/10      |
| GameSpot           | /       | 6.5/10       | 7.5/10       | 6.5/10             | 3/10        | 7.5/10      |
| GameSpy            | /       | 3.5/5        | 3.5/5        | 3.5/5              | /           | 3.5/5       |
| GameZone           | /       | 6/10         | 7.8/10       | 6.8/10             | 6.5/10      | 8.3/10      |
| IGN                | /       | 5.5/10       | 6.9/10       | 7.3/10             | 4.9/10      | 6.9/10      |
| Nintendo Life      | /       | /            | /            | /                  | 2/10        | /           |
| OXM (US)           | /       | /            | /            | /                  | /           | 8/10        |
| PC Gamer (UK)      | 77%     | /            | /            | /                  | /           | /           |
| PSM                | /       | 8/10         | 8.5/10       | /                  | /           | /           |
| USA Today          | /       | /            | 8/10         | /                  | /           | 8/10        |